# Esteve Guiu
Esteve Guiu (1753 - Berga, 13 de juny de 1828 - Berga) va ser un organista i mestre de capella de finals del segle xviii a mitjans del xix.

## Biografia
Les primeres notícies d'Esteve Guiu les trobem el 2 de novembre de 1775 al Llibre de registre de la Confraria dels Difunts (1676 - 1794) que hi ha a l'Arxiu Parroquial de Santa Eulàlia de Berga. En aquest document explica que Guiu té 22 anys i és anomenat com a mestre de capella de l'església parroquial. No se sap durant quant temps va ocupar aquest càrrec, però la plaça d'organista la va adquirir també aquell mateix any i hi va romandre fins al 1824.
El gener de 1797 es va presentar a les oposicions per ser mestre de capella a la parròquia de Sant Esteve d'Olot, les quals va guanyar Vicenç Alzina. A més, segons els documents que en parlen, Guiu ja havia opositat en alguna altra ocasió per aquest càrrec.
L'any 1824 amb 71 anys es va jubilar com a organista.
El 13 de juny del 1828, Esteve Guiu va morir a Berga, a l'edat de 75 anys.

### La Font del Guiu
La Font del Guiu, visible des de la carretera que puja al Santuari de Queralt, està ubicada a la paret de l'esquerre de l'indret conegut com a Estret del Guiu.
És una de les més emblemàtiques de la vila de Berga. Durant els seus passeigs d'estiu, Esteve Guiu parava a reposar en aquest indret i des d'aleshores, com que la gent el veia sovint allà, va començar a rebre el nom de la font de Mossèn Guiu o Font del Guiu, el qual encara conserva avui en dia.
Avui dia, continua sent la font més vinculada a la vida ciutadana de Berga, fins al punt d'haver-hi cues de gent per tal d'agafar-ne aigua, fins i tot en èpoques que s'havia considerat com a font no potable.